# Micron Technology
Micron Technology è una multinazionale americana con sede a Boise, in Idaho, che produce diverse tipologie di dispositivi a semiconduttore, tra cui memorie DRAM, memorie flash NAND e NOR, e unità di memorizzazione a stato solido, (SSD). Micron produce anche dispositivi di memoria per i consumatori, commercializzati con i brand Crucial e Ballistix.
Insieme, Micron e Intel hanno creato la joint-venture IM Flash Technologies, che produce memorie flash NAND. Micron è stata nominata da Thomson Reuters tra le 100 aziende più innovative del mondo nel 2012 e nel 2013. Micron Technology è classificata tra le prime 5 aziende produttrici di semiconduttori al mondo.
A gennaio 2015 Micron ha riportato una capitalizzazione di mercato di 32 miliardi di dollari. Micron offre il più ampio portafoglio dell'industria nel settore delle soluzioni a semiconduttore su silicio, partendo da prodotti DRAM di base, memorie flash di tipo NAND e NOR, e si estende ad unità di memorizzazione a stato solido (SSD), moduli di memoria, soluzioni multichip (MCP), Hybrid Memory Cube (HMC), ed altri sistemi basati su semiconduttori.
Con oltre 35 anni di esperienza nel settore, le soluzioni di memoria di Micron rendono possibile la realizzazione di applicazioni in tutti i settori tra cui i dispositivi di calcolo, l'elettronica di consumo, i server per archiviazione dati, i sistemi di networking, i dispositivi mobili, l'elettronica per sistemi integrati e l'automotive.

## Micron in Italia
Micron opera in Italia attraverso la Società Micron Semiconductor Italia S.r.l. ed è presente in diverse sedi a Vimercate, Avezzano e Arzano, dove offre  supporto allo sviluppo di soluzioni di memoria. In particolare, Micron svolge in Italia attività di ricerca, progettazione, sviluppo prodotti, ingegneria e qualità, nell'ambito delle memorie non volatili. Sono inoltre presenti alcune funzioni di supporto al business anche a livello regionale.